# 1221 Amor
1221 Amor é um asteroide próximo da Terra que faz parte do grupo dos asteroides Amor (que leva o seu nome), estes asteroides se aproximam bastante da órbita da Terra, mas sem atravessá-la. Sua designação alternativa é 1932 EA1. Ele possui uma magnitude absoluta de 17,7 e tem um diâmetro com cerca de 1,5 quilômetro.

## Descoberta e nomeação
1221 Amor foi descoberto no dia 12 de março de 1932 pelo astrônomo belga Eugène Joseph Delporte através do observatório de Uccle (Bélgica). O asteroide recebeu o nome de Amor em homenagem ao deus do amor na mitologia romana, mais conhecido como Cupido. Amor é o nome latino de Eros, o deus do amor na mitologia grega.

## Características orbitais
A órbita de 1221 Amor tem uma excentricidade de 0,435 e possui um semieixo maior de 1,920 UA. O seu periélio leva o mesmo a uma distância de 1,086 UA em relação ao Sol e seu afélio a 2,754 UA.